# Мадлен Тієн
Мадлен Тієн (англ. Madeleine Thien, нар. 1974, Ванкувер, Канада) — канадська письменниця малайсько-китайського походження. Роман «Не кажіть, що в нас нічого немає» здобув найпрестижнішу канадську літературну нагороду — премію Гіллера, й увійшов у шорт-лист Букерівської премії, 2016.

## Біографія
Родина Мадлен переїхала в Канаду у 1960-х роках. Майбутня письменниця закінчила университет Саймона Фрезера і Університет Британської Колумбії. Її дебютна книжка новел Прості рецепти (2001) отримала кілька національних премій. Твори перекладені понад двадцятьма п’ятьма мовами. А роман «Не кажіть, що в нас нічого немає» здобув найпрестижнішу канадську літературну нагороду — премію Гіллера, та увійшов у шорт-лист Букерівської премії, 2016.
Мешкала у Квебеці, в Нідерландах. Зараз проживає в Монреалі.

## Книги
- Simple Recipes (2001, збірник новел)
- The Chinese Violin (2002, ілюстрована книга для дітей)
- Certainty (2006, роман)
- Dogs at the Perimeter (2011, роман про геноцид в Камбоджі[1]); премія LiBeraturpreis[de] (2015)[2].
- Не кажіть, що в нас нічого немає / Do Not Say We Have Nothing (2016); шорт-лист Букерівської премії(2016), премія Giller Prize[en].

## Переклади українською
- Мадлен Тієн. Не говори, що в нас нічого немає. Пер. Тетяна Савчинська. – Львів: Видавництво Старого Лева, 2020. – 592 с. ISBN:978-617-679-865-1